# Protaphorura subuliginata
Protaphorura subuliginata är en urinsektsart som beskrevs av Hermann Gisin 1956. Protaphorura subuliginata ingår i släktet Protaphorura, och familjen blekhoppstjärtar. Arten är reproducerande i Sverige.